# Dorysthenes indicus
Dorysthenes indicus är en skalbaggsart som först beskrevs av Hope 1831.  Dorysthenes indicus ingår i släktet Dorysthenes och familjen långhorningar.
Artens utbredningsområde är Nepal. Inga underarter finns listade i Catalogue of Life.